# Visy Zoltán
Visy Zoltán (Pécs, 1928. szeptember 4. – 2008.), teljes nevén Nagyatádi Visy Zoltán; magyar építészmérnök, építészeti szakíró.

## Életpályája
1946 és 1950 között a  Budapesti Műszaki Egyetem Építészmérnöki Kara hallgatója volt; mestere Csonka Pál. 1950 és 1956 között a Budapesti Műszaki Egyetem Alkalmazott Szilárdságtani Tanszékének tanársegéde, 1956 és 1962 között az Építőanyagipari Központi Kutatóintézet Tudományos munkatársa, majd osztályvezetője volt. 1962 és 1989 között az Építéstudományi Intézet osztályvezetője, illetve tudományos tanácsadója volt. Több európai országban járt tanulmányúton. 
Építészi munkásságának központjába az épület- és tartószerkezetek fejlesztésének problematikáját állította.
Számos publikációja jelent meg. 

## Művei
Az ő nevéhez fűződik a Kőbányai Gyógyszerárugyár szerelőcsarnokának és szociális épületének megtervezése (Budapest, X. kerülete, 1956).

## Díjai, elismerései
- 1958: az ÉM födém-pályázat díjazottja;
- 1965: a Nemzeti Színház-pályázat díjazottja [Janáky Istvánnal];
- 1969, 1990: a Magyar Építőművészek Szövetsége kitüntető érme;
- 1976: Alpár Ignác-érem [1];
- 1981: címzetes főiskolai tanár;
- a Könnyűszerkezetes Fejlesztési Program díjazottja;
- 1987: a Magyar Urbanisztikai Társaság tanulmánypályázatának I. díja [Visy Erzsébettel].
- 1993: Mész Csonka Pál kitüntető érem;
- 1998: az Építéstudományi Egyesület örökös tagja;
- 2001: a Magyar Mérnökök és Építészek Világszövetsége Kármán Tódor érme.